# Liste der Naturdenkmale in Gehrden
Die Liste der Naturdenkmale in Gehrden nennt die Naturdenkmale in Gehrden in der Region Hannover in Niedersachsen.

## Naturdenkmale
Im Gebiet der Stadt Gehrden sind 14 Naturdenkmale verzeichnet.
| Bild                          | Bezeichnung                             | Ort, Lage                                  | Beschreibung | Schutzzweck | Nummer   |
| ----------------------------- | --------------------------------------- | ------------------------------------------ | --- | --- | -------- |
| mehr Fotos \| Fotos hochladen | Osterteich                              | Lenthe (52° 21′ 24,4″ N, 9° 37′ 42,7″ O)   | Der Baumbestand ist 1648 im Zeichen des Friedensschlusses (Westfälischer Friede als Abschluss des Dreißigjährigen Krieges) gepflanzt worden.                                                                     | | ND-H 010 |
| mehr Fotos \| Fotos hochladen | Adolfs-Linde                            | Everloh (52° 20′ 8,1″ N, 9° 36′ 10,6″ O)   | Außerordentlich schön gewachsene Linde mit mächtiger Krone, die sehr ortsbildprägend für den westlichen Ortsrand von Everloh ist.                                                                                | ortsbildprägend | ND-H 016 |
| mehr Fotos \| Fotos hochladen | Luther-Eiche                            | Redderse (52° 17′ 54,3″ N, 9° 33′ 50,8″ O) | Stattlich ausgeprägter, ortsbildprägender Einzelbaum neben der Kapelle, historisch bedeutsam (1883 zum 400-jährigen Geburtstag von Martin Luther gepflanzt).                                                     | historisch bedeutsam | ND-H 035 |
| mehr Fotos \| Fotos hochladen | Stieleiche                              | Leveste (52° 19′ 17,3″ N, 9° 33′ 5,7″ O)   | Großkroniger Baum, der das Ortsbild am Kriegerdenkmal sehr prägt. | ortsbildprägend | ND-H 039 |
| mehr Fotos \| Fotos hochladen | Feuchtbiotop                            | Everloh (52° 20′ 0,3″ N, 9° 36′ 1,8″ O)    | Alter Dorfweiher, als Lebensraum in dem ansonsten stark agrarisch genutzten Gebiet selten. | Biotop | ND-H 053 |
| mehr Fotos \| Fotos hochladen | Eiche an der Lenther Kirche             | Lenthe (52° 21′ 26,3″ N, 9° 36′ 45,8″ O)   | Der ca. 300 Jahre alte Baum prägt aufgrund seiner Größe und seines Standortes neben der Kirche den Ortskern von Lenthe.                                                                                          | ortsbildprägend | ND-H 142 |
| mehr Fotos \| Fotos hochladen | Stieleiche in Northen                   | Northen (52° 20′ 50,6″ N, 9° 36′ 15,6″ O)  | Die einzeln stehende Stieleiche prägt aufgrund ihrer Größe und Erscheinung das Ortsbild. Vergleichbare Bäume finden sich in der Ortschaft Northen nicht.                                                         | ortsbildprägend | ND-H 162 |
| mehr Fotos \| Fotos hochladen | Stieleiche bei Leveste                  | Leveste (52° 19′ 23,5″ N, 9° 33′ 53,2″ O)  | Aufgrund ihres Alters, ihrer Größe und ihrer Schönheit stellt die Stieleiche eine Einzelschöpfung der Natur in diesem Raum dar. Sie hat durch die unmittelbare Nähe zum Magnusdenkmal historische Bedeutung.     | | ND-H 163 |
| mehr Fotos \| Fotos hochladen | Luthereiche in Ditterke                 | Ditterke (52° 20′ 4,8″ N, 9° 34′ 47,9″ O)  | Ca. 25 m hohe Stieleiche. Ein Gedenkstein neben der Eiche am alten Schulhaus erinnert an den 400-jährigen Geburtstag von Martin Luther im Jahr 1883.                                                             | Die mächtige, mindestens 100-jährige Eiche ist wegen ihrer Größe, Eigenart und Schönheit zu erhalten. Sie prägt das Ortseingangsbild Ditterkes. | ND-H 164 |
| Fotos hochladen               | Traubeneiche und Stieleiche in Redderse | Redderse (52° 18′ 4″ N, 9° 33′ 53,7″ O)    | Bei den beiden Bäumen handelt es sich um eine seltene Zusammenpflanzung von Trauben- und Stieleiche, die aufgrund ihres Alters und ihrer Größe das Ortsbild prägen.                                              | | ND-H 165 |
| mehr Fotos \| Fotos hochladen | Stieleiche in Leveste                   | Leveste (52° 19′ 12,4″ N, 9° 33′ 15″ O)    | Historisch bedeutende Eiche (1883 zum 400-jährigen Geburtstag von Martin Luther gepflanzt). Das Datum nennt ein Gedenkstein an Fuß des Baumes                                                                    | historisch bedeutend | ND-H 166 |
| mehr Fotos \| Fotos hochladen | Schwarzpappel in Redderse               | Redderse (52° 17′ 37,5″ N, 9° 33′ 44,8″ O) | Die einzeln stehende Schwarzpappel stellt aufgrund ihrer Größe und Erscheinung eine Einzelschöpfung der Natur dar. Standort in der Feldmark unmittelbar an der Gemarkungsgrenze zum Wennigser Ortsteil Degersen. | | ND-H 193 |
| mehr Fotos \| Fotos hochladen | Hainbuche „Nord“ in Redderse            | Redderse (52° 17′ 15,4″ N, 9° 32′ 2,5″ O)  | Der Baum zeichnet sich durch eine besondere Schönheit des Wuchses aus und ist landschaftsbildprägend. In der Feldmark sind Hainbuchen dieser Ausprägung äußerst selten. in der Langreder Mark                    | Schönheit, landschaftsbildprägend | ND-H 208 |
| mehr Fotos \| Fotos hochladen | Hainbuche „Süd“ in Redderse             | Redderse (52° 16′ 59,7″ N, 9° 31′ 59,6″ O) | Der Baum zeichnet sich durch eine besondere Schönheit des Wuchses aus und ist landschaftsbildprägend. In der Feldmark sind Hainbuchen dieser Ausprägung äußerst selten. 2022 abgesägt.                           | Schönheit, landschaftsbildprägend | ND-H 209 |